# Harry Forss
Oskar Harry Forss, född 30 november 1905 i Hörby, död 1962, var en svensk målare.
Han var son till järnvägstjänstemannen C.L.F. Forss och Alma Nordahl och från 1943 gift med Hilma Karlsson. Forss arbetade på en reklam och skyltfabrik samtidigt som han studerade på en teknisk yrkes- och målarskola i Malmö fram till 1925. Han fortsatte därefter sina studier i Köpenhamn där han lärde sig tekniken att måla med kalk och limfärg. Han flyttade till Göteborg 1927 och arbetade där med reklammåleri innan han 1929 flyttade till Stockholm. Han debuterade i utställningen De unga konstnärerna på PUB i Stockholm 1934, tillsammans med John Erik Folke Karlsson ställde han ut på Galerie Æsthetica och han ställde ut separat på bland annat Galerie S:t Lucas och Galerie Orient.